# 하타 메이 (2002년)
하타 메이 (畑 芽育, 2002년 4월 10일 ~ )는 일본의 배우, 탤런트이다. 도쿄도 출신. 켄온 소속.